# Pierre-Aimé Renous
Pour les articles homonymes, voir Renous.
Pierre-Aimé Renous (dont le nom se trouve aussi écrit Renoult ; 1801-1874) est un architecte français.

## Biographie
Il est architecte à Laval. Il est pendant plusieurs années, l'architecte du département de la Mayenne, et de la ville de Laval.
De son mariage, il a une fille Pauline née le 1er mars 1824, qui se fait connaître comme artiste .
En 1825, il achète la propriété du petit bois des Cordeliers, conserve la petite maison et réalise au couchant un hôtel particulier. Il acquiert, en 1832, une parcelle jouxtant la grande percée est-ouest récemment réalisée à Laval. Il élève sur son terrain une maison qui s'inspire directement de l'architecture du théâtre de Laval qu'il venait de construire.
Il réalise le voûtement sur croisée d'ogives et le second bas-côté de l'église des Cordeliers de Laval en 1863.
Il effectue des travaux d'urbanisme dirigés sous le Second Empire.
Il meurt le 14 mai 1874 dans le 7e arrondissement de Paris.
Une impasse à Laval porte son nom.

## Principales réalisations

### Laval
- Théâtre de Laval
- Autel de la chapelle du château de Laval
- voûtement et bas-côté de l'église des Cordeliers de Laval
- hôtel particulier: 34 rue du Cardinal-Suhard, 32bis rue de la Paix[7]
- caserne de gendarmes, construite de 1867 à 1871, située au 35, rue Crossardière.
- presbytère d'Avesnières[8]
- chapelle du couvent de l'Adoration du Saint-Sacrement de Laval, bénite en avril 1838.
- constructions annexes du lycée de Laval de 1842 à 1846, transformation de la chapelle du lycée en 1848.
- comme entrepreneur, hôtel de ville de Laval
- maison de style néoclassique, construite peu avant 1839 pour lui-même, située 4 rue Saint-André
- maison dite Cercle de l'Aurore, 2 à 6 rue de Strasbourg, construit sous la direction et suivant les plans et devis de Renous en 1866.
- presbytère de Saint-Jean-sur-Erve[9]

### Château-Gontier
- Hôpital
- Pont sur la Mayenne (1836-1840)
- Abattoirs

### Mayenne
- Église Sainte-Opportune de Gennes-sur-Glaize, en 1851
- Église Saint-Martin de Montsûrs, de 1855 à 1859, presbytère de 1858 à 1863
- Église de Saint-Céneré de 1869 à 1872
- Église Saint-Germain de Saint-Germain-de-Coulamer en 1861
- Église Saint-Ouën de Saint-Ouën-des-Vallons
- Église Saint-Laurent de Vaiges[10] : l'église est complètement transformée. Le projet présenté par Renous et adopté en 1852 n'a été exécuté, en raison de son coût, qu'à partir de 1859, après quelques modifications.
- Église Saint-Corneille-et-Saint-Cyprien de La Baconnière, en 1864 - Destruction en 2023.
- Église Saint-Étienne d'Entrammes (1859-1861)